# 若栗温泉
若栗温泉（わかくりおんせん）は、長野県北安曇郡小谷村にある温泉。

## 概要
白馬乗鞍スキー場近くにある乗鞍荘の敷地内に源泉を持つナトリウム炭酸水素塩泉（中性低張性高温泉）である。泉温は58.6℃前後、湧出量は公開されていないものの、湯量が豊富なため完全掛け流しで使用されている。硫黄の匂いが鼻を突き、鉄味を有する黄色みかかっているが、ナトリウム泉らしいスベスベ感も併せ持っている。神経痛・筋肉痛・関節痛・五十肩・運動麻痺・慢性消化器病、痔疾・冷え性・病後回復期・疲労回復・切傷・火傷・慢性皮膚炎に効能がある（※いずれも効能はその効果を万人に保証するものではない）。

## 温泉地
若栗温泉乗鞍荘と白馬アルプスホテルが存在する。元湯にあたる乗鞍荘は1995年5月に開業している。

## 交通
鉄道
- 西日本旅客鉄道大糸線南小谷駅から松本電鉄バス白馬乗鞍行き約30分、終点下車[3]、タクシーでは15分でアクセス可能[2]。

自動車
- E8北陸自動車道・糸魚川ICより国道148号経由、車で約70分[3]。
- E19長野自動車道・安曇野ICより車で1時間20分[2]。